# Cremastus mulleolus
Cremastus mulleolus là một loài tò vò trong họ Ichneumonidae.